# Gobernador Mansilla
Pour les articles homonymes, voir Mansilla.
Gobernador Mansilla est une localité argentine située dans la province d'Entre Ríos et dans le département de Tala. Elle est bâtie à une altitude de 28 mètres.

## Démographie
Sa population s'élevait à 2 296 habitants en 2010.

## Histoire
Dès la fin du XIXe siècle, le chemin de fer arriva dans la province d'Entre Ríos. Mansilla ne fut d'abord qu'une simple gare. Puis un petit village se forma. La bourgade de Mansilla ne fut fondée officiellement qu'en 1922.
Dans cette région, les gares servaient de point d'approvisionnement pour les boleadoras végétales utilisées par les chaudières des locomotives à vapeur. La construction de l'embranchement a été autorisée par le curé Dante Cevasco en 1887 et réalisée par l'entreprise John G. Meiggs Son y Cía. Le 30 janvier 1891, il a été mis en service comme partie du chemin de fer Central Entrerriano. On prend comme date fondatrice le jour du décret qui a donné le nom de Gobernador Mansilla à la gare Km 73, le 21 janvier 1890, en hommage au gouverneur Lucio Norberto Mansilla. En 1890, la colonie et le plan urbain sont mesurés et tracés, ce qui est approuvé le 3 avril 1891. Le 26 septembre 1922, une junta de fomento (ou un conseil de développement) est créée. Le 1er juillet 1935, elle devient une municipalité de 2e catégorie par la loi no 3001. Le 10 décembre 2011, les catégories municipales ont été supprimées à Entre Ríos par la loi no 10027.

## Personnalité liée à la commune
- Arnaldo Calveyra (1928-2015), écrivain, poète et romancier.

## Religion
| Diocèse  | Gualeguaychú              |
| -------- | ------------------------- |
| Paroisse | Nuestra Señora del Carmen |